# Szőke Miklós
Szőke Miklós (Székesfehérvár, 1933. december 9. – 2008. február 19.) labdarúgó, csatár, edző, sportvezető. 1984-ben a másodosztályú Siófoki Bányász edzőjeként magyar kupát nyert.

## Pályafutása
1957 és 1965 között a másodosztályú VT Vasas labdarúgója volt. 217 bajnoki mérkőzésen szerepelt és 51 gólt szerzett. 
Visszavonulása után edzőként tevékenykedett. 1967 januárjától a Székesfehérvári MÁV Előre trénere lett. Ezt a posztját az év végéig töltötte be. Ezután 1977-ig a Videoton utánpótlás csapatainál tevékenykedett. 1977-től a Fűzfő NB II-es csapatát irányította. 1979-ben ismét a MÁV Előre irányításával bízták meg. Legsikeresebb csapata a Siófoki Bányász volt, ahol 1981 és 1986 között dolgozott. A területi bajnokságból az élvonalba vezette az együttest és 1984-ben napjainkig egyedülálló módon másodosztályú csapatként megnyerte a Siófokkal a magyar kupát. 1986-tól az Ajka Alumínium szakmai munkáját irányította. Edzői pályafutását a Videoton ifi csapatánál fejezte be.
A Fejér Megyei Labdarúgó-szövetség főtitkára volt kilenc éven át.

## Sikerei, díjai

### Edzőként
- Magyar kupa (MNK)
  - győztes: 1984